# Stazione di Tuori-Serradarce
La stazione di Tuori-Serradarce era una fermata ferroviaria ubicata sulla ferrovia Battipaglia-Potenza-Metaponto in località Tuori, nei pressi della confluenza del fiume Acerra nel fiume Sele. Serviva la frazione Serradarce, situata a circa 6 km dalla fermata, e la località Tuori del comune di Campagna.

## Storia
La fermata venne attivata il 1º novembre 1946.
Fu utilizzata fino al 1968, anno in cui venne soppressa. La motivazione principale fu il suo scarso utilizzo, la mancanza di un centro abitato nelle immediate vicinanze e il collegamento dei centri a monte della stazione con Campagna e Salerno attraverso autobus di linea più facili da raggiungere.

## Strutture e impianti
La fermata era costituita da un marciapiede a servizio dell'unico binario per il traffico passeggeri ed un casello ferroviario, abbattuto quando la linea è stata elettrificata.